# Castromarigo
Castromarigo (llamada oficialmente San Miguel de Castromarigo) es una parroquia y un lugar del municipio español de La Vega, en la provincia de Orense, Galicia.

## Organización territorial
La parroquia está formada por nueve entidades de población, constando una de ellas en el nomenclátor del Instituto Nacional de Estadística español:
- A Barriada
- A Eirexa
- A Fonte
- A Lama
- Castromarigo
- Cima da Aldea
- Fariñas
- Fondo da Aldea
- Os Carballos

## Demografía
Gráfica demográfica del lugar y parroquia de Castromarigo según el INE español:
| Gráfica de evolución demográfica de Castromarigo entre 2000 y 2023 |
|                                                                    |
| Datos según el nomenclátor publicado por el INE.                   |